# Екатерининское сельское поселение (Тевризский район)
Екатерининское се́льское поселе́ние — муниципальное образование в Тевризском районе Омской области Российской Федерации.
Административный центр — село Екатериновка.

## История
Статус и границы сельского поселения установлены Законом Омской области от 30 июля 2004 года № 548-ОЗ «О границах и статусе муниципальных образований Омской области»

## Население
| 2010 | 2011 | 2012 | 2013 | 2014 | 2015 | 2016 |
| ---- | ---- | ---- | ---- | ---- | ---- | ---- |
| 370  | ↘369 | ↗380 | ↗381 | ↘374 | ↘343 | →343 |
| 2017 | 2018 | 2019 | 2020 | 2021 | 2023 |      |
| ↘328 | ↗330 | ↘318 | ↗328 | ↘225 | ↘202 |      |

## Состав сельского поселения
| № | Населённый пункт | Тип населённого пункта       | Население |
| - | ---------------- | ---------------------------- | --------- |
| 1 | Бичили           | деревня                      | ↘27       |
| 2 | Екатериновка     | село, административный центр | ↘343      |